# Anna Ayşe Akasoy
Anna Ayşe Akasoy (* 1977 in Darmstadt) ist eine deutsche Orientalistin und Hochschullehrerin.

## Werdegang
Akasoy studierte Orientalistik, Geschichte und Philosophie an der Universität Frankfurt am Main, erhielt 2002 den Magister und wurde 2005 dort bei Hans Daiber in Orientalistik promoviert. Danach war sie ab 2005 wissenschaftliche Mitarbeiterin am Warburg Institute in London und arbeitete dort an dem Projekt Islam and Tibet: Cultural Interactions, 8th-17th Centuries mit. Darauf folgten Stellen als wissenschaftliche Mitarbeiterin an der Orientalischen Fakultät der Universität Oxford und als wissenschaftliche Mitarbeiterin am Centrum für religionswissenschaftliche Studien der Ruhr-Universität-Bochum.
Anschließend wurde sie Associate Professor für Geistesgeschichte des Islam am Hunter College der City University of New York. Seit 2024 ist Akasoy Professorin für Islamic intellectual history am Graduate Center der City University of New York.

## Forschungsschwerpunkte
Akasoy arbeitet zur Geistesgeschichte des Islam, insbesondere von al-Andalus, zur islamischen Philosophie sowie zur arabischen Tiermedizin, Falknerei und Jagd.

## Schriften (Auswahl)
Monographien
- Philosophie und Mystik in der späten Almohadenzeit. Die Sizilianischen Fragen des Ibn Sab’in. Brill, Leiden 2006.

Übersetzungen
- mit Stefan Georges (Hrsg., Übers. und Einl.): Muhammad ibn Abdallah al-Bazyar’s, Das Falken- und Hundebuch des Kalifen al Mutawakkil. Ein arabischer Traktat aus dem 9. Jahrhundert. Akademie Verlag, Berlin 2005.
- (Übers., Einl.): al-Kindī, Die Erste Philosophie. Arabisch – Deutsch. Herder, Freiburg 2011.
- (Übers., Einl.): Ibn Sab’in, Die Sizilianischen Fragen. Arabisch – Deutsch. (= Herders Bibliothek der Philosophie des Mittelalters 1. Serie, Band 2). Herder, Freiburg 2005.